# Johannes Wanner
Johannes Wanner (* 21. April 1878 in Scheidegg; † 31. Juli 1959 ebenda) war ein deutscher Geologe, der Beiträge zur Geologie und Paläontologie im Malaiischen Archipel und speziell Timor leistete.
Wanner studierte 1897 bis 1901 Naturwissenschaften und speziell Geologie an der Ludwig-Maximilians-Universität München und der TH München. Danach war er bis 1913 hauptsächlich als Erdölgeologe für Shell im niederländischen Teil Indonesiens, unter anderem auf den Sundainseln, auf Neuseeland, in Algerien und Ägypten tätig. Damit finanzierte er auch Forschungsreisen auf die Molukken (1909) und 1910/11 als Leiter einer deutschen Expedition nach Timor, an deren Auswertung er später jahrelang beschäftigt war. 1907 habilitierte er sich an der Universität Bonn, wo er von 1919 bis 1946 Professor für Angewandte Geologie war.
1948 erhielt er die Hans-Stille-Medaille und 1947 die Gustav-Steinmann-Medaille. Er war Ehrendoktor der Universität Amsterdam. 1954 wurde er Ehrenmitglied der Paläontologischen Gesellschaft.
Er arbeitete mit dem Freiburger Geologen und Paläontologen Georg Böhm zusammen.

## Veröffentlichungen (Auswahl)
- Paläontologie von Timor: nebst kleineren Beiträgen zur Paläontologie einiger anderen Inseln des ostindischen Archipels. 1920.
- Geologie von West Timor. In: Geol. Rundschau. Band 4, S. 136–150, 913.
- Neue Beiträge zur Kenntniss der permischen Echinodermen von Timor. VIII–XIII, In: Palaeontographica. Suppl. Band IV, in Beitrige zur Geologie von Niderlendisch-Indien (beonnen von G. Boehm, fortgesetzt von K. Deninger, herausgegeben von J. Wanner), Abt. 2. Abschnitt, 20 tab., 82 figs, 1937, S. 57–212.
- Gesteinsbildended Foraminiferen aus Malm und Unterdreide des ostlichen Ostindischen Archipels. Paleontol. Z, Band 22, 1940, S. 75–99.
- Zur Stratigraphic von Portugiesisch-Timor. In: Z. dt. Geol. Ges. Band 108, 1956, S. 109–140.